# David Thid
David Thid (* 6. April 2003) ist ein schwedischer Sprinter und Hürdenläufer, der sich auf die 400-Meter-Distanz spezialisiert hat.

## Sportliche Laufbahn
Erste internationale Erfahrungen sammelte David Thid im Jahr 2021, als er bei den U20-Europameisterschaften in Tallinn in der ersten Runde über 400 m Hürden disqualifiziert wurde. 2023 belegte er bei den U23-Europameisterschaften in Espoo in 51,10 s den sechsten Platz und im Jahr darauf schied er bei den Europameisterschaften in Rom mit 49,52 s im Halbfinale aus. Zudem verpasste er dort mit der schwedischen 4-mal-400-Meter-Staffel mit 3:07,71 min den Finaleinzug. Zudem begann er eine Ausbildung am Hutchinson Community College in den Vereinigten Staaten. 2025 wurde er bei der 1. Liga der Team-Europameisterschaft in Madrid in 3:15,40 min Zweiter im B-Lauf der Mixed-Staffel über 4-mal 400 Meter. Anschließend belegte er bei den U23-Europameisterschaften in Bergen in 49,85 s den siebten Platz.
2024 wurde Thid schwedischer Meister im 400-Meter-Hürdenlauf. 

## Persönliche Bestleistungen
- 400 m Hürdenlauf: 49,52 s, 10. Juni 2024 in Rom